# Debeli Lug (Žitorađa)
Debeli Lug (Servisch: Дебели Луг) is een plaats in de Servische gemeente Žitorađa. De plaats telt 34 inwoners (2002).